# Eugene Jablonszky
Eugene (ou Jenő) Jablonszky (né en 1892 - mort en 1975) est un botaniste allemand.
Son domaine de prédilection était l'étude des Spermatophytes.